# Institut Espanyol de Musicologia
L'Institut Espanyol de Musicologia, originalment i en castellà Instituto Español de Musicología (IEM), va ser un institut científic de recerca musicològica fundat per Higini Anglès a Barcelona, l'any 1943, com a branca del CSIC, amb la finalitat primordial d'impulsar oficialment els estudis i la investigació musicològica a Espanya, i incentivar l'estudi, l'inventari i l'edició crítica de les obres històriques de la música espanyola.

## Creació i objectius
L'Institut Espanyol de Musicologia es crea per un decret ministerial el 27 de setembre de 1943, on se li assignaven una sèrie de següents funcions, que es van convertir en la seva raó de ser: 
- Inventariar la música històrica conservada a Espanya i editar els catàlegs corresponents.
- Prosseguir l'edició dels Monumentos de la música española iniciada per l'Institut Diego Velázquez.
- Publicar monografies sobre aspectes històrics de l'art espanyol.
- Formar una biblioteca musical especialitzada i crear un arxiu de fotografies i fotocòpies.
- Crear una secció de folklore espanyol, que s'encarregaria de recollir i editar científicament la cançó popular de les diverses regions.
- Organitzar cursos i conferències sobre musicologia.

Pel que fa a l'objectiu d'inventariar i editar críticament les obres històriques de la música espanyola, ja des del mateix moment de la seva creació, va dedicar part dels treballs d'investigació a l'àmbit de la música tradicional, constituint per a això la Secció de Folklore, que posteriorment es convertiria en el Departament d'Etnomusicologia, amb l'objectiu de recollir i editar amb rigor científic el llegat musical tradicional espanyol i evitar en la mesura possible la seva pèrdua irreparable.

## Història
L'IEM va començar a funcionar a Barcelona, on va tenir la seva seu, el gener del 1944, sota la direcció del seu fundador, Higini Anglès, i amb la col·laboració de l'il·lustre musicòleg i romanista alemany Hans Spanke (1884-1944) i del compositor i musicòleg català Francesc Pujol (1878-1945), creador de l'arxiu i biblioteca de l'Orfeó Català i especialista en l'estudi del folklore musical hispànic. El maig de 1944, després de mort de Spanke, s'incorpora a l'equip el musicòleg Marius Schneider, que fins llavors havia estat el director de la Secció de Fonogrames del Museu Etnològic de Berlín. L'any 1946, el personal adscrit amb caràcter permanent estava format per Higini Anglès com a director, José Subirá, secretari a Madrid, Miquel Querol, secretari a Barcelona, i Marius Schneider, José Antonio de Donostia, Francesc Baldelló, Joan Tomàs i Parés, Emili Pujol i Maria Royo com a col·laboradors. Posteriorment, el 1947, es van sumar a l'equip Josep Romeu i Figueras i Macario Santiago Kastner, com a col·laboradors, i Arcadio de Larrea Palacín i Jaume Moll Roqueta com a becaris.
Per fomentar l'estudi de la història de la música espanyola i intensificar la recol·lecció de materials destinats a la formació del Cancionero popular español, es va organitzar durant els primers anys una sèrie de concursos, missions i conferències d'àmbit estatal que van ser molt productius. Gràcies a això, es va començar a recollir sistemàticament material bàsic per a la investigació musicològica, abastant gairebé tots els arxius i biblioteques espanyols, ordenant i recollint informació sobre música històrica i emprenent importants treballs de camp o missions per recollir la música de tradició oral de tot l'Estat, sobre la base d'unes fitxes perfectament estudiades i dissenyades.
El febrer de 1947, el Consell Superior d'Investigacions Científiques, sempre en un estret contacte amb les universitats, fundava una càtedra de Musicologia a la Universitat de Barcelona, nomenant Higini Anglès per dirigir-la, per tal d'atorgar el convenient rang acadèmic a l'especialitat, fomentar l'estudi de la musicologia i formar investigadors a Espanya. Per aquesta càtedra desfilarien, a més d'Higini Anglès, Marius Schneider, Miquel Querol i Josep Romeu.
El 1946 va començar a publicar-se la revista Anuario musical que es va convertir en l'òrgan oficial de l'IEM, una publicació que ha continuat editant-se ininterrompudament fins al dia d'avui.
El 1948, per tal d'establir contacte amb els estudis musicals de les diverses regions espanyoles, l'IEM va proposar al CSIC nomenar col·laboradors honoraris rellevants personalitats relacionades amb la musicologia com Nemesio Otaño, Jesús Guridi, Bonifacio Gil García, Manuel García Matos i Nicolás Álvarez Solar-Quintes a Madrid, Josep Ricart i Matas, Frederic Lliurat, Aureli Capmany, Josep Maria Lamaña i Coll, Lluís Millet i Pagès, Joan Amades i Miquel Altisent a Barcelona, David Pujol i Roca a Montserrat, Josep Artero i Aníbal Sánchez Fraile a Salamanca, Miquel Rovira i Serrabassa a Vic, Sixto de Córdoba a Santander, Andrés Araiz Martínez a Saragossa, José Uruñuela a Sant Sebastià, Resurrección María de Azkue a Bilbao, Xosé Fernando Filgueira Valverde a Pontevedra, Eduard López-Chávarri i Marco i Vicente García Lacal a València, Norberto Almandoz Mendizabal a Sevilla, Joan Maria Thomàs i Sabater a Mallorca, i Manuel Borgunyó i Pla en Tenerife. L'any 1949 s'ampliava la llista de col·laboradors honoraris amb nous nomenaments de destacats musicòlegs estrangers residents a Espanya, i d'altres interessats per la musicologia espanyola o amb aportacions valuoses en aquest sentit, com Adolfo Salazar i Miguel Bernal Jiménez a Mèxic, Heinrich Besseler a Heilderberg i Paul Smets a Mainz (Alemanya), Gilbert Chasse a Nova York (EUA), Henry George Farmer a Londres (Regne Unit), Isabel Pope a Cambridge, Massachusetts (EUA) i André Schaeffner i Alexis Schottin a París (França).
El 1948 s'incorporen nous fons bibliogràfics històrics a la biblioteca musical de l'IEM. Aquestes noves adquisicions s'afegeixen al corpus documental filmat i a la permanent gestió de compra i intercanvi de llibres i revistes de musicologia, en constant i creixent augment, així com al considerable material recollit de fitxes biogràfiques i bibliogràfiques sobre músics, manuscrits i impresos musicals existents a Espanya, com a resultat dels treballs de recerca dels membres de l'IEM. Complementàriament, s'incorpora també nou personal tècnic especialitzat.
El 1949, l'IEM proposa a la presidència del CSIC crear una Secció a Madrid. El Consell executiu del Consell Superior d'Investigacions Científiques, el desembre d'aquest mateix any, va acordar crear a Madrid aquesta secció, amb el nomenament de Josep Subirà i Puig com a cap de la Secció, i Manuel García Matos i Samuel Rubio, com a col·laboradors en els àmbits d'Etnologia de la Música, el primer, i Música Històrica, el segon. El 1952 Miquel Querol, fins llavors secretari de l'IEM a Barcelona, va ser nomenat vicedirector d'aquest i el becari Jaume Moll va passar a ser secretari i col·laborador a Barcelona. El 1954 és nomenat Josep Maria Llorens i Cisteró, fins llavors membre de l'Escola Espanyola d'Història i Arqueologia de Roma i col·laborador científic de la Biblioteca Apostòlica Vaticana, secretari de l'IEM. Amb la mort de Josep Subirá, però, el 1980 va cessar la Secció de l'IEM de Madrid.
L'IEM ha estat present en projectes internacionals com, entre d'altres, els congressos i edicions de la Société Internationale de Musicologie (on Anglès sempre va col·laborar amb la direcció, com també ho ha fet posteriorment Miquel Querol), la preparació al costat de Jepessen i Blume d'una nova edició del Musik Lexikon de Robert Eitner, l'elaboració d'una nova (12a) edició del Riemann Musik Lexikon, l'enciclopèdia Musik in Geschichte und Gegenwart, la New Oxford history of music, la creació i posteriors treballs del "Répertoire International des Sources Musicales" (RISM), Fonts Artis Musicae, Repertoire International de Literature Musicale (RILM) o les noves Sèries d'Obres Completes (Bach, Mozart).
A nivell nacional es va treballar en la tasca editorial dels Monumentos de la Música Española i es va fomentar la traducció de manuals bàsics de musicologia (Riemann, Wolf, Delia Cort) o de l'edició del Diccionario de la Música Española (Labor), que al costat de la Historia de la Música española i Hispanoamericana de José Subirà, constitueixen encara avui un imprescindible aparell de suport a la investigació musicològica espanyola.
L'IEM ha estat el bressol on nombrosos musicòlegs catalans i espanyols han rebut la seva formació musicològica com a becaris del CSIC. Entre aquests podem destacar alguns que posteriorment han acabat treballant al mateix IEM o en les unitats d'investigació en què ha evolucionat, com els actuals investigadors Josep Martí i Pérez, Josep Pavía, Antonio Ezquerro, que també és el responsable del RISM a Espanya; o en altres centres i universitats espanyoles, com el Francesc Bonastre i Bertran (Catedràtic de Musicología de la Universitat Autònoma de Barcelona), Antonio Martín Moreno (Catedràtic de Musicología de la Universitat de Granada), María del Carmen Gómez Muntané (Profesora de Musicologia de la Universitat Autònoma de Barcelona), Maria Ester-Sala (Departament de Música de la Generalitat de Catalunya), entre d'altres.

## Direcció
Higini Anglès va ser el fundador i el primer director de l'IEM, des de la seva creació el 1943 fins a la seva mort, el 1969. En aquest moment li van succeir en la direcció, seguint la línia i enfocament marcats per ell, en primer lloc, Miquel Querol fins a l'any 1982 i immediatament després Josep Maria Llorens i Cisteró fins al 1984, data en la qual, a causa d'un procés de reestructuració de tots els centres del CSIC a Espanya, van ser suprimits molts Instituts d'investigació, reduint-se d'una manera radical el seu nombre.

## Evolució posterior
En 1984 l'Institut Espanyol de Musicologia, és suprimit com a tal, com a conseqüència d'un procés de reestructuració de tots els centres del CSIC, en el qual van ser suprimits molts Instituts d'investigació. A causa d'aquest procés, l'IEM, juntament amb altres instituts d'Humanitats del CSIC de Barcelona, allotjats a la "Institució Milà i Fontanals", passen a ser «Unitats Estructurals d'Investigació» (UEI), integrades en un sol institut que conservaria l'antiga denominació d'«Institució Milà i Fontanals». D'aquesta manera l'IEM es reestructura en la Unitat Estructural d'Investigació de Musicologia (UEI) de la Institució Milà i Fontanals del CSIC, on està ubicada. El 1994, després d'una nova reestructuració general del CSIC, passa a convertir-se en el Departament de Musicologia de la Institució Milà i Fontanals.

## Publicacions[1]
- Anuario Musical (des de 1946)
- Monumentos de la música española (des de 1941)
- Catálogo Musical de la Biblioteca Nacional de Madrid (3 vols. 1946 ss.)
- Monografías (6 vols. 1946 ss.).
- Cancionero Popular Español (5 vols. 1951 ss.).
- Cancioneros Musicales de Poetas del Siglo de Oro (4 vols. 1975 ss.).
- Música Hispánica, Serie A: Canción Popular (1 vol. 1952), Serie B: Polifonía (3 vols. 1953 ss.), Serie C: Música de Cámara (15 vols. 1952 ss.).